# 학습 관리 시스템
학습 관리 시스템(Learning Management System, 간단히 LMS)은 학습자의 학습을 지원하고 관리하는 시스템이다.
사이버 공간에서 학습자가 원하는 학습 진행을 위해서는 교육과정을 개설하고 수강신청을 하는 등 교사와 학생이 학습에 참여하기 위한 준비과정이 필요하다. 준비과정이 끝난 후 실제 학습이 이루어지는 과정에서는 학습자의 학습과정을 추적하고 학습이력을 관리하여 학습자 개인에 대한 맞춤형 학습을 제공하게 된다. 이와 같이 온라인 학습에서 필요한 학급 편성 기능, 협동학습 기능, 출결관리 기능, 게시판 기능 등이 LMS의 주요기능이라 할 수 있다. LMS의 기능이 고도화될수록 학생의 개별학습을 위한 맞춤형 학습 환경을 효과적으로 구성할 수 있다
보통은 가상학습시스템이라고도 한다.
2020년부터 코로나19가 유행하면서 여러 대학교에서 온라인 강의를 LMS로 하고 있다.

## 같이 보기
- LCMS(학습콘텐츠관리시스템)